# Trichaeta kannegieteri
Trichaeta kannegieteri är en fjärilsart som beskrevs av Rothschild 1910. Trichaeta kannegieteri ingår i släktet Trichaeta och familjen björnspinnare. Inga underarter finns listade i Catalogue of Life.